# Martin Abildgaard
 Der er for få eller ingen kildehenvisninger i denne artikel, hvilket er et problem. Du kan hjælpe ved at angive troværdige kilder til de påstande, som fremføres i artiklen.

Martin Abildgaard er konceptmager, producer, instruktør og klipper.
Han står bl.a. bag internationale tv-serier som Backtrack/ På rejse med sjælen og Karaoke Showdown/ Grib Mikrofonen, 
Abildgaard var den første dansker der fik lov til at instruere musikvideoer for pladeselskabet R&S-Records og har i sin tid hos dem lavet prisvindende videoer for internationale navne som f.eks. Sat&Lee, Dynamoe, PIAS og Phenomania.
Indenfor reklamefilm markerede han sig kraftigt i 1999, da han sammen med den tidligere kompagnon Lars Blorch, vandt guldprisen i reklamefilmfestivalen i Berlin 1999 med deres UNICEF-film "The Ultimate Contest". Abildgaard har desuden lavet reklamefilm for Coca Cola, Diesel, PLAN, Carlsberg etc.
Fra 2002 til 2005 var Martin Abildgaard Udviklingschef og Executive Producer hos Strix Television. I 2005 var han med til at starte TV 2s udviklingsselskab, TV 2 World, hvor han dengang ledede udviklingen sammen med produceren Kasper Birch. Abildgaard valgte at forlade sin stilling efter nogle år og arbejder i dag som freelancer i branchen.